# فجر

لحظات اليوم.

الفجر الفلكي، البحري و المدني.

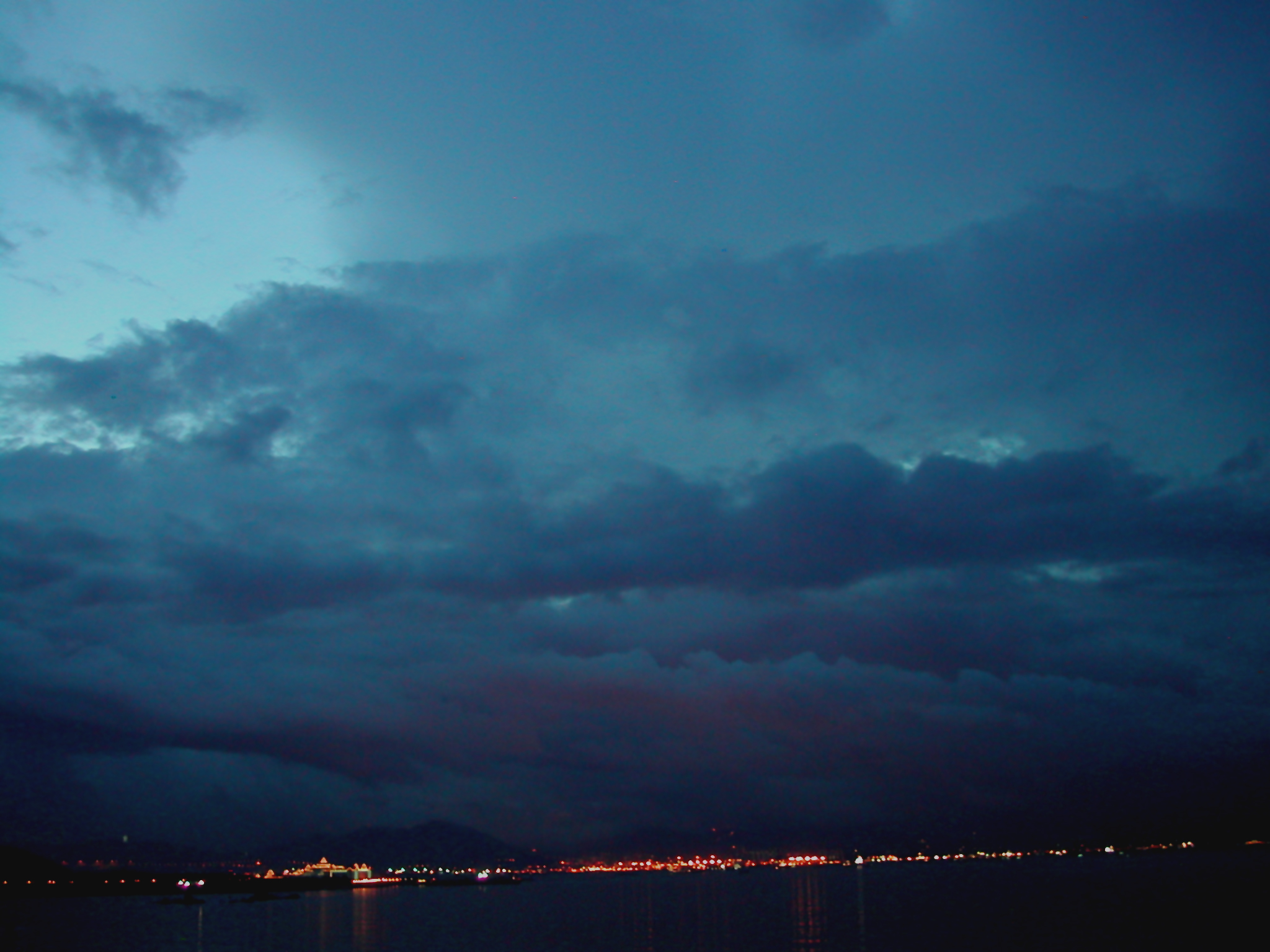
الفجر على الساعة 5:30 في هونغ كونغ

الفجر الصادق وهو البياض المعترض في الأفق الشرقي الذي يبدو دقيقا ثم ينتشر ويتوسع. وعند أول ظهور هذا البياض يدخل وقت صلاة الفجر وكذلك يدخل وقت الصيام, يسبق الفجر الصادق بنحو نصف ساعة الفجر الكاذب، وهو بياض عمودي يظهر في جهة الأفق الشرقي، وهذا لا يدل على دخول الوقت وإنما يدل على اقتراب دخول الوقت.
وفي القرآن الكريم نجد قوله تعالى في تحديد فترة الصيام: (وكلوا واشربوا حتى يتبين لكم الخيط الأبيض من الخيط الأسود من الفجر).